# Különös varázs
A Különös varázs (eredeti cím: Strange Magic) 2015-ben bemutatott amerikai 3D-s számítógépes animációs romantikus fantasy-filmvígjáték, amely William Shakespeare: Szentivánéji álom című színdarabja alapján készült, ami George Lucast a film elkészítésére inspirálta. A forgatókönyvet David Berenbaum, Irene Mecchi és Gary Rydstrom írta, a zenéjét Marius de Vries szerezte. A mozifilm a Touchstone Pictures és a Lucasfilm Ltd. gyártásában készült, a Walt Disney Studios Motion Pictures forgalmazásában jelent meg.
Amerikában 2015. január 23-án mutatták be a mozikban. Magyarországon két szinkronos változat készült belőle, amelyből az elsőt 2016. május 13-án a FilmBox Premium csatornán, a másodikat a Digi Film csatornán vetítették le a televízióban.

## Cselekmény
Marianne tündérhercegnő az esküvője napján rémülten értesül arról, hogy vőlegénye, Roland elárulta őt. Megfogadja bánatában, hogy soha többé nem fog szeretni, ezért kishúgának, Dawnnak szenteli magát. Dawnt elrabolja a lápkirály Bog King, miután a Sötét Erdőből ellopnak egy szerelmi bájitalt. Bog King célja, hogy Dawnt túszként magánál tartsa, amíg vissza nem szerzi a bájitalt, hogy elpusztítsa azt, és örökre megvédje földjét a szerelemtől. Marianne meg akarja menteni a húgát, és egyedül indul el, hogy megtalálja a lápkirályt. A kezdeti konfliktusok után Marianne és Bog King rájönnek, hogy sok közös van bennük, és végül egymásba szeretnek.

## Szereplők
| Szereplő      | Eredeti hang             | Magyar hang                    | Magyar hang                          |
| Szereplő      | Eredeti hang             | 1. magyar szinkron (SPI, 2016) | 2. magyar szinkron (Digi Film, 2017) |
| ------------- | ------------------------ | ------------------------------ | ------------------------------------ |
| Láp király    | Alan Cumming             | Rosta Sándor                   | Miller Zoltán                        |
| Marianne      | Evan Rachel Wood         | Vágó Bernadett                 | Csuha Bori                           |
| Szilvatündér  | Kristin Chenoweth        | Zakariás Éva                   | Solecki Janka                        |
| Griselda      | Maya Rudolph             | Molnár Zsuzsa                  | Kis-Kovács Luca                      |
| Tündér király | Alfred Molina            | Kajtár Róbert                  | Forgács Gábor                        |
| Bohó          | Elijah Kelley            | Moser Károly                   | Baráth István                        |
| Csillagfény   | Meredith Anne Bull       | Urbán Andrea                   | Tamási Nikolett                      |
| Roland        | Sam Palladio             | Horváth Illés                  | Makranczi Zalán                      |
| Csicska       | Bob Einstein             | Szokol Péter                   | Horváth-Töreki Gergely               |
| Bigyó         | Peter Stormare           | Barbinek Péter                 | Kossuth Gábor                        |
| Imp           | Brenda Chapman           | saját hangján                  | saját hangján                        |
| Brutus        | Kevin Michael Richardson | Végh Ferenc                    | Bartók László                        |
| Gyalu         | Llou Johnson             | Papucsek Vilmos                | Törköly Levente                      |
| Szilvamanó    | Tony Cox                 | N/A                            | N/A                                  |
| Beakboy       | Sterling Sheehy          | N/A                            | N/A                                  |
| Dühös Gus     | Gary Rydstrom            | N/A                            | N/A                                  |

## Betétdalok
| 1.    | Can't Help Falling in Love                        | Evan Rachel Wood and Sam Palladio                                    | 2:53 |
| 2.    | I'll Never Fall in Love Again                     | Evan Rachel Wood                                                     | 2:48 |
| 3.    | Three Little Birds                                | Elijah Kelley and Meredith Anne Bull                                 | 2:46 |
| 4.    | I Wanna Dance with Somebody (Who Loves Me)        | Marius De Vries                                                      | 1:00 |
| 5.    | C'mon Marianne / Stronger (What Doesn't Kill You) | Sam Palladio and Evan Rachel Wood                                    | 3:32 |
| 6.    | Trouble                                           | Alan Cumming                                                         | 2:32 |
| 7.    | Love Is Strange                                   | Kristin Chenoweth                                                    | 2:53 |
| 8.    | Say Hey                                           | Elijah Kelley                                                        | 3:04 |
| 9.    | Mistreated                                        | Alan Cumming                                                         | 2:30 |
| 10.   | I Can't Help Myself (Sugar Pie Honey Bunch)       | Meredith Anne Bull                                                   | 3:05 |
| 11.   | Straight On                                       | Evan Rachel Wood and Alan Cumming                                    | 3:05 |
| 12.   | Strange Magic                                     | Evan Rachel Wood and Alan Cumming                                    | 4:15 |
| 13.   | Tell Him / Wild Thing                             | Meredith Anne Bull, Maya Rudolph, Evan Rachel Wood, and Alan Cumming | 3:39 |
| 38:04 |                                                   |                                                                      |      |